# Call on Me (Starley)
Call on Me è un singolo della cantante australiana Starley, pubblicato il 29 luglio 2016 come primo estratto dal primo album in studio One of One.

## Tracce
Testi e musiche di Starley Hope e Peter James Wadams
Download digitale
1. Call on Me – 2:41

Download digitale – Ryan Riback Remix
1. Call on Me (Ryan Riback Remix) – 3:42

Download digitale – Remixes EP
1. Call on Me (Odd Mob Remix) – 2:57
2. Call on Me (EDWYNN x TIKAL x Spirix Remix) – 2:40
3. Call on Me (Ryan Riback Remix) – 3:42
4. Call on Me (Hella Remix) – 4:05
5. Call on Me (Raffa Remix) – 4:17

CD singolo (Germania, Austria e Svizzera)
1. Call on Me
2. Call on Me (Ryan Riback Remix)

## Formazione
Musicisti
- Starley – voce
- Odd Mob – programmazione
- Peter "P-Money" Wadams – programmazione, arrangiamento
- Steven Mavoski – chitarra

Produzione
- Peter "P-Money" Wadams – produzione
- Odd Mob – produzione aggiuntiva
- Simon Cohen – missaggio, mastering
- Reese Szabo – ingegneria del suono

## Classifiche

### Classifiche settimanali
| Classifica (2016-17) | Posizione massima |
| -------------------- | ----------------- |
| Australia            | 8                 |
| Austria              | 7                 |
| Belgio (Fiandre)     | 8                 |
| Belgio (Vallonia)    | 4                 |
| Canada               | 38                |
| Danimarca            | 4                 |
| Finlandia            | 16                |
| Francia              | 15                |
| Germania             | 7                 |
| Irlanda              | 4                 |
| Italia               | 30                |
| Malaysia             | 19                |
| Norvegia             | 4                 |
| Nuova Zelanda        | 8                 |
| Paesi Bassi          | 5                 |
| Polonia              | 31                |
| Regno Unito          | 6                 |
| Repubblica Ceca      | 6                 |
| Slovacchia           | 9                 |
| Spagna               | 58                |
| Stati Uniti          | 65                |
| Svezia               | 1                 |
| Svizzera             | 8                 |
| Ungheria             | 7                 |

### Classifiche di fine anno
| Classifica (2016) | Posizione |
| ----------------- | --------- |
| Svezia            | 80        |
| Ungheria          | 71        |
| Classifica (2017) | Posizione |
| Australia         | 37        |
| Austria           | 39        |
| Belgio (Fiandre)  | 31        |
| Belgio (Vallonia) | 14        |
| Danimarca         | 28        |
| Germania          | 44        |
| Italia            | 72        |
| Norvegia          | 73        |
| Nuova Zelanda     | 50        |
| Paesi Bassi       | 27        |
| Regno Unito       | 27        |
| Svezia            | 26        |
| Svizzera          | 22        |
| Ungheria          | 32        |